# Нанопорошок
Нанопорошок (англ. nanopowder) — в настоящее время существует несколько определений данного термина:
1. согласно определению Международной организации по стандартизации (ISO), нанопорошок — твердое порошкообразное вещество искусственного происхождения, содержащее нанообъекты, агрегаты или агломераты нанообъектов либо их смесь;
2. ансамбль наночастиц;
3. порошок, размер всех частиц которого менее 100 нм.

## Описание
Определенное содержание наноразмерной фракции можно встретить во многих субмикронных порошках, но, как правило, это количество незначительное. Наличие такой нанодисперсной фракции не дает основания считать весь порошок «нанопорошком». Возможны отдельные случаи нанопорошков, когда субмикронные конгломераты состоят из связанных наноразмерных кристаллитов и/или блоков, но при определенном физическом воздействии (ультразвуковое диспергирование, механическое активирование и др.) могут распадаться на наночастицы.
Нанопорошки характеризуются:
- средним размером частиц и распределением частиц по размерам;
- средним размером кристаллитов и распределением кристаллитов по размерам;
- степенью агломерации частиц (слабая агломерация — связь частиц за счет взаимодействий типа ван-дер-ваальсовых, сильное агрегирование характеризуется сильными межчастичными связями);
- удельной площадью поверхности;
- химическим составом объёма частиц;
- составом по сечению для частиц ядро-оболочка;
- морфологией частиц;
- химическим составом поверхности;
- кристаллической структурой наночастиц;
- содержанием влаги и других адсорбатов;
- сыпучестью (текучестью);
- насыпной плотностью;
- цветом.

## Коммерческие нанопорошки
Коммерческие нанопорошки (англ. bulk nanoparticles) — нанопорошки, производимые в промышленном масштабе по устоявшимся промышленным технологиям. Объемы производства коммерческих нанопорошков различны в зависимости от характера применения и рыночных потребностей. Например, для сажи, оксида титана и оксида кремния объемы составляют сотни тонн, для нанолюминофоров — сотни килограммов, для нанопорошков, используемых в медицине, — килограммы.